# 魚津しんきろうマラソン
魚津しんきろうマラソン（うおづしんきろうマラソン）は、毎年4月の第4日曜日に富山県魚津市で開催される市民マラソン大会である。第一回は1981年。当時は『健康魚津蜃気楼ロードレース大会』という名称で、1986年度までは黒部市の一部もコースに組み込まれていた。1987年度からは黒部市内がコースから外された代わりに現在のようにしんきろうロードがコースに組み込まれた。1991年度より『しんきろうロードレース大会』に改称され、1995年度より現在の名称となった。
1993年、マラソンコースが日本陸上競技連盟の公認を所得した。

## 種目
- ハーフマラソンの部（18歳以上、但し高校生は含まない。 しんきろうロードを通る）
- 10kmの部（高校生以上）
- 5kmの部（中学生以上）
- 3kmの部（小学4〜6年生）
- 2kmジョギングの部（小学1年生以上）

ハーフマラソン、10kmは日本陸上競技連盟公認
スタート地点
- ハーフマラソンの部はDSフォート魚津北鬼江店 前
- その他の部はありそドーム前

なお、2009年度までは、魚津水族館がスタート地点であった。

## 運営
- 主催 - 魚津市・（公財）魚津市スポーツ協会・富山陸上競技協会
- 共催 - 魚津市教育委員会・北日本新聞社
- 後援 - NHK富山放送局・北日本放送・富山テレビ放送・チューリップテレビ・NICE TV・新川コミュニティ放送

## その他
第40回記念にあたる2020年は、新型コロナウイルスの感染拡大により、開催中止となった。2021年も本開催を中止とし、代替として『日本風景街道（蜃気楼ロード）ミニマラソン』が同年4月25日に開催された（富山県内在住者限定、2kmおよび5kmの部のみ）。